# Hillman Minx (Arrow)
Der Hillman Minx der Baujahre 1967 bis 1970 ist ein Mittelklasse-Pkw des ehemaligen britischen Automobilherstellers Rootes bzw. Chrysler Europe. Er war eine unter der Marke Hillman verkaufte Variante des Rootes Arrow. Der Minx ist weitestgehend baugleich mit dem 1966 eingeführten Hillman Hunter, ist aber einfacher ausgestattet und schwächer motorisiert. Auf einzelnen Märkten wurde das Auto alternativ als Sunbeam Minx verkauft.

## Entstehungsgeschichte
Hillman war innerhalb des Rootes-Konzerns für die preiswertesten Modelle zuständig. Größtes Fahrzeug der Marke war in den 1960er-Jahren der 1961 eingeführte Super Minx. Unter ihm bot Hillman den kleineren und schwächer motorisierten Minx an, ein Mitglied der Audax-Familie, das bereits 1956 auf den Markt gekommen war. 
Als Rootes 1966 die neue Mittelklassereihe Arrow einführte, stellte der Konzern zunächst die Produktion des größeren Super Minx ein. An seine Stelle trat der Arrow-Ableger Hillman Hunter. Im Segment unter ihm war im ersten Produktionsjahr noch immer der zu dieser Zeit bereits 11 Jahre alte Minx im Programm der Audax-Familie. Als seine Fertigung 1967 endete, sah Rootes weiterhin die Notwendigkeit, unterhalb des Hunter ein günstiges Einsteigermodell in der Mittelklasse anzubieten. Diese Rolle übernahm ab 1967 eine schwach ausgestattete Hunter-Version, die als eigenständiges Modell unter der Bezeichnung Minx bzw. „New Minx“ lanciert wurde. Der „New Minx“ war baugleich mit dem Hunter. Rootes bot den Hillman Hunter und den neuen Minx bis 1970 nebeneinander an; danach gab Rootes unter dem Einfluss des Mehrheitseigentümers Chrysler die Minx-Reihe auf. Das Einsteigermodell war von nun an der Hunter De Luxe.
Ein vergleichbar konzipiertes Modellpaar bot Rootes bis 1970 auch bei der Konzernmarke Singer an, die mit dem einfacheren Gazelle und dem höherwertigen „New Vogue“ ebenfalls zwei Varianten des Arrow im Programm hatte. Dieses Nebeneinander mehr oder weniger gleicher Modelle ist ein typisches Beispiel für Badge Engineering, das speziell bei britischen Autokonzernen in jener Zeit stark ausgeprägt war und bei dem „immer ein paar Modelle zu viel“ im Programm waren.

## Modellbeschreibung

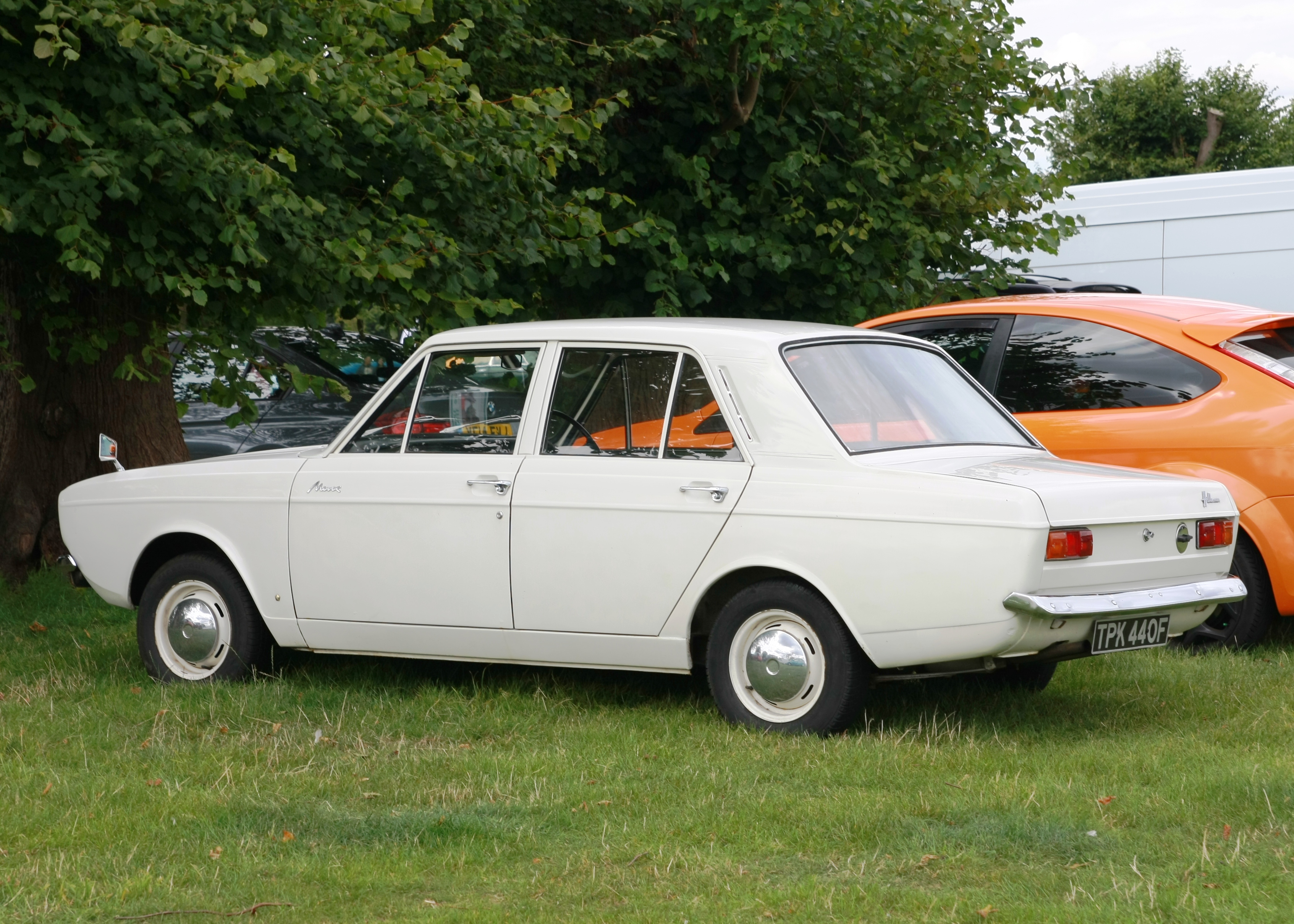
Hillman Minx (1968)

Der Hillman Minx hat eine selbsttragende Karosserie. Die Form entstand in Rootes’ eigenem Designstudio; verantwortlicher Designer war Rex Fleming. Der Minx war nur als viertürige Limousine erhältlich. Die Karosserie ist vollständig mit dem zeitgenössischen Hillman Hunter identisch; einziges äußeres Unterscheidungsmerkmal sind die Rammhörner an den Stoßstangen, die der Hunter serienmäßig hat, während sie beim Minx nicht erhältlich waren.
Als Antrieb dient ein Reihenvierzylindermotor mit 1496 cm³ Hubraum, der ausschließlich in Kombination mit einem handgeschalteten Vierganggetriebe erhältlich war. Im Gegensatz zu der gleich großen im Hunter verwendeten Version hat er keinen Zylinderkopf aus Leichtmetall, sondern aus Grauguss. Er leistet 54 bhp (55 PS, 41 kW). Eine größere Version mit 1725 cm³ und einer Leistung von 61 bhp (62 PS, 45 kW) war anfänglich nur für die Verbindung mit einem Automatikgetriebe vorgesehen, konnte ab Ende 1968 aber auch mit Handschaltung geliefert werden. Die stärkeren Motorversionen mit 72, 79 und 93 PS gab es im Minx nicht; sie waren dem Hunter vorbehalten.
Angetrieben werden die Hinterräder. Die Vorderräder werden mit einer MacPherson-Aufhängung geführt, hinten hat der Wagen eine Starrachse an Blattfedern.

## Sunbeam Minx
Auf einigen internationalen Märkten verkaufte Rootes den Minx nicht als Hillman, sondern unter der Marke Sunbeam. Der Sunbeam Minx war unter anderem in den Niederlanden erhältlich.

## Produktion
Die Rohkarosserien des Hillman Minx wurden von 1966 bis 1968 bei dem Karosseriehersteller Pressed Steel Company in Cowley, Oxfordshire, gebaut und im Rootes-Werk in Ryton-on-Dunsmore bei Coventry komplettiert. 1968 übernahm Rootes Pressings im schottischen Linwood die Fertigung der Rohkarosserien. Für eine Übergangszeit blieb die Endmontage noch in Ryton-on-Dunsmore, sodass die Rohkarosserien mit Güterzügen durchs Land transportiert werden mussten. 1970 schließlich ging auch die Endfertigung der Arrow-Modelle nach Schottland.